# Le Bar-sur-Loup
Bar-sur-Loup – miejscowość i gmina we Francji, w regionie Prowansja-Alpy-Lazurowe Wybrzeże, w departamencie Alpy Nadmorskie.
Według danych na rok 1990 gminę zamieszkiwało 2465 osób, a gęstość zaludnienia wynosiła 170 osób/km² (wśród 963 gmin regionu Prowansja-Alpy-W. Lazurowe Bar-sur-Loup plasuje się na 239. miejscu pod względem liczby ludności, natomiast pod względem powierzchni na miejscu 608.).